# 川根来音
川根 来音（かわね らいね、本名同じ、1981年7月10日 - ）は日本のソングライターである。歌手・清木場俊介の旧友。以前は自らインディーズのシンガーソングライターとして活動していたが、現在は清木場の楽曲を多数手掛けている。山口県宇部市出身。所属事務所はJET。

## 来歴

### 音楽との出会い
10歳の時にベースを始め、12歳の時に互いの兄を通じて清木場俊介と出会う。高校1年の時に清木場と共に地元・宇部市の地下道にてギターの弾き語りを始め、その年の冬に通っていた高校を中退。その後は音楽活動をする傍ら、アルバイトを経て19歳の時に上京。東京で音楽活動を始め、当時EXILEのメンバー、SHUNとして活動していた清木場にデモテープを送り、再会を果たした。2004年に発売されたEXILESのアルバム『HEART of GOLD 〜STREET FUTURE OPERA BEAT POPS〜』の5曲目に収録されている清木場のソロ曲「例えば…ボクが。」で共作制作・楽曲提供を始める。その後は清木場の楽曲はもちろん、2006年に発売されたEXILEのアルバム『ASIA』に収録されている「Happy Birthday」の作詞・作曲（大城まさみつ・共作）も手掛けたりと、多数の楽曲を提供した。この頃はLDHに在籍。

### 唄い屋
清木場のEXILE脱退後、後輩の西広ショータと共に三人で”唄い屋”と名乗り、2007年には公式ウェブサイトを開設。都内を中心に数々のライブハウスに出演する中、2007年7月15日には通信販売限定でアルバム『ORANGE』をリリースし、インディーズながらも2000枚以上を売り上げた。2009年9月26日、コカ・コーラ主催の全国キャンペーン『Coca-Cola Happy Music』の広島会場に「NEXT BREAK ARTIST」として出演。様々活動で着実に注目を集めるも、11月7日、自身のブログにて突如”唄い屋”を辞める事、今後は作詞・作曲家として活動していくと述べた。

## 人物
- アコースティック・ギターやベースの他に、ハープ、ドラムなどの楽器を演奏出来る。
- 夢の中でメロディが浮かび曲が誕生したことも多々あり（清木場の楽曲『唄い人』『愚説』など）、清木場に「お前はずっと寝とけ」と言われていた。
- 詩は実話が多く、『愛してる』や『Baby』、清木場の楽曲『SAKURA』もすべて実体験を元にしている。このうち、『愛してる』は、当初「青空」というタイトルだったが、清木場によって現在のタイトルに変更された[1]。
- 清木場の楽曲「幸せな日々を君と」は、川根の結婚式のために書き下ろされた楽曲[2]。
- 猫を一匹飼っている。名前は「猫山」。初期は「にゃー」とも呼んでいた。

## オリジナルアルバム
1. ORANGE（2008年7月15日）